# Teodoras Medaiskis
Teodoras Medaiskis (ur. 2 stycznia 1951 w Wilnie) – litewski ekonomista i polityk, minister opieki socjalnej (1992–1993).

## Życiorys
W 1973 ukończył studia matematyczne na Uniwersytecie Wileńskim, a w 1978 uzyskał stopień kandydata nauk ekonomicznych w Akademii Nauk ZSRR (nostryfikowany później na Litwie jako doktorat w zakresie nauk społecznych).
Po ukończeniu studiów był pracownikiem naukowym instytutu naukowo-badawczego zajmującego się planowaniem gospodarczym. W 1978 został zatrudniony na wydziale ekonomicznym Uniwersytetu Wileńskiego, gdzie doszedł do stanowiska docenta w katedrze metod ilościowych i modelowania. Został członkiem wydziałowego komitetu analiz ekonomicznych i planowania.
Od 1992 do 1993 pełnił funkcję ministra opieki socjalnej w trzech kolejnych gabinetach. Następnie pozostawał w resorcie jako doradca ministrów (1993–1994, 2001–2008). W latach 1995–2000 kierował zespołem ds. polityki społecznej przy ministerstwie pracy i opieki socjalnej.